# Liste der Monuments historiques in Saint-Fergeux
Die Liste der Monuments historiques in Saint-Fergeux führt die Monuments historiques in der französischen Gemeinde Saint-Fergeux auf.

## Liste der Immobilien
| Bezeichnung       | Beschreibung                    | Standort               | Kennzeichnung | Schutzstatus | Datum | Bild           |
| ----------------- | ------------------------------- | ---------------------- | ------------- | ------------ | ----- | -------------- |
| Kirche St-Férréol | aus dem 14. und 15. Jahrhundert | Rue de l’Église (Lage) | PA00078498    | Inscrit      | 1926  | weitere Bilder |

## Liste der Objekte
| Bezeichnung                                              | Beschreibung | Standort                        | Kennzeichnung | Schutzstatus | Datum | Bild |
| -------------------------------------------------------- | --- | ------------------------------- | ------------- | ------------ | ----- | ---- |
| Skulptur Heiliger Ferrutius                              | Holz, farbig gefasst, 18. oder 19. Jahrhundert | in der Kirche St-Férréol (Lage) | PM08000971    | Inscrit      | 1976  |      |
| Truhe                                                    | Eichenholz, 19. Jahrhundert | in der Kirche St-Férréol (Lage) | PM08000979    | Inscrit      | 1976  |      |
| Skulptur Heiliger Hubertus                               | Holz, farbig gefasst, 18. Jahrhundert | in der Kirche St-Férréol (Lage) | PM08000975    | Inscrit      | 1976  |      |
| Skulptur Heiliger Sebastian                              | Holz, farbig gefasst, 18. oder 19. Jahrhundert | in der Kirche St-Férréol (Lage) | PM08000974    | Inscrit      | 1976  |      |
| Gemälde Auszug des verlorenen Sohnes                     | Ölfarbe auf Leinwand, Ende des 18. Jahrhunderts, aus der Werkstatt von Jacques Wilbault; das Pendant Heimkehr des verlorenen Sohnes während des Ersten Weltkriegs verschwunden | in der Kirche St-Férréol (Lage) | PM08000457    | Classé       | 1933  |      |
| Skulptur Heiliger Rochus                                 | Holz, farbig gefasst, 18. oder 19. Jahrhundert | in der Kirche St-Férréol (Lage) | PM08000973    | Inscrit      | 1976  |      |
| Gemälde Enthauptung der heiligen Ferreolus und Ferrutius | Ölfarbe auf Leinwand, 18. Jahrhundert | in der Kirche St-Férréol (Lage) | PM08001054    | Inscrit      | 1977  |      |
| Gemälde Auferstehung Christi                             | Ölfarbe auf Leinwand, 18. Jahrhundert, von Jacques Wilbault; das zugehörige Gemälde Stiftung des Rosenkranzes nach 1940 verschwunden                                           | in der Kirche St-Férréol (Lage) | PM08000455    | Classé       | 1908  |      |
| Kruzifix                                                 | Holz, 16. Jahrhundert | in der Kirche St-Férréol (Lage) | PM08000456    | Classé       | 1911  |      |
| Christi-Geburt-Altar                                     | linker Seitenaltar; Altartisch, Tabernakel und Retabel; Marmor, Holz, Gusseisen, 1872                                                                                          | in der Kirche St-Férréol (Lage) | PM08000970    | Inscrit      | 1976  |      |
| Fragment der Kanzel                                      | Holz, bemalt, 18. Jahrhundert; der Rest der Kanzel während des Ersten Weltkriegs zerstört                                                                                      | in der Kirche St-Férréol (Lage) | PM08000978    | Inscrit      | 1976  |      |
| Ferreolus-und-Ferrutius-Altar                            | rechter Seitenaltar; Altartisch, Tabernakel und Retabel; Marmor, Holz, Gusseisen, 1872                                                                                         | in der Kirche St-Férréol (Lage) | PM08000969    | Inscrit      | 1976  |      |
| Hauptaltar                                               | Altartisch, Tabernakel und Retabel; Marmor, Holz, Metall, vergoldet, 1865 | in der Kirche St-Férréol (Lage) | PM08000968    | Inscrit      | 1976  |      |
| Skulptur Heiliger Ferreolus                              | Holz, farbig gefasst, 18. oder 19. Jahrhundert | in der Kirche St-Férréol (Lage) | PM08000972    | Inscrit      | 1976  |      |
| Skulptur Heiliger Eligius                                | Holz, farbig gefasst, 18. oder 19. Jahrhundert | in der Kirche St-Férréol (Lage) | PM08000977    | Inscrit      | 1976  |      |
| Skulptur Madonna mit Kind                                | Kalkstein, farbig gefasst, 18. Jahrhundert | in der Kirche St-Férréol (Lage) | PM08000976    | Inscrit      | 1976  |      |